# Alexander Sauer
Alexander Sauer (* 21. August 1976 in Coimbra, Portugal) ist seit Januar 2015 Direktor des Instituts für Energieeffizienz in der Produktion (EEP) der Universität Stuttgart und seit Januar 2020 kommissarischer Leiter des Fraunhofer-Instituts für Produktionstechnik und Automatisierung (IPA).

## Berufliche Laufbahn
Alexander Sauer studierte Maschinenbau und Betriebswirtschaftslehre an der RWTH Aachen, wo er 2005 promovierte und verschiedene nationale und internationale Forschungs- und Industrieprojekte leitete.
Von 2002 bis 2006 arbeitete er am Lehrstuhl für Produktionssystematik des Laboratoriums für Werkzeugmaschinen und Betriebslehre (WZL) der RWTH Aachen. Nach seinem Einstieg als wissenschaftlicher Mitarbeiter, leitete er zunächst die Forschungsgruppe Kooperationsmanagement und im Anschluss die Abteilung Unternehmensentwicklung sowie das Kompetenzzentrum aachener werkzeug- und formenbau. 2006 wechselte er zum HOERBIGER Konzern als Mitglied des Geschäftsleitung des Geschäftsbereichs Automotive Komfortsysteme, wo er von 2006 bis 2010 für die Bereiche Fertigungsplanung, Logistik, Instandhaltung und Produktion in Deutschland, den USA und Osteuropa zuständig war.
Von 2011 bis zu seinem Ruf an die Universität Stuttgart hatte er eine Professur an der Hochschule für angewandte Wissenschaften München (HAW) inne und leitete dort das Labor für angewandte Fertigungstechnik.
Seit Januar 2015 ist Alexander Sauer Direktor des auf Initiative der Heinz und Heide Dürr Stiftung sowie der Karl Schlecht Stiftung initiierten Instituts für Energieeffizienz in der Produktion (EEP) der Universität Stuttgart sowie seit Januar 2020 kommissarischer Leiter des Fraunhofer-Instituts für Produktionstechnik und Automatisierung IPA.
Alexander Sauer engagiert sich in zahlreichen Beiräten in der Industrie, Forschung, Verbänden und Politik.
Einer breiteren Öffentlichkeit bekannt ist Alexander Sauer durch den Energieeffizienz-Index der deutschen Industrie. Die nach dem Vorbild des ifo Geschäftsklimaindex konzipierte Erhebung ermittelt halbjährlich die Stimmungslage der deutschen Industrie zum effizienten Umgang mit Energie sowie die industrielle Einschätzung zu aktuellen energiepolitischen Themen.

## Privates
Alexander Sauer ist verheiratet und hat zwei Kinder.

## Arbeitsgebiete
- Nachhaltige Wertschöpfungssysteme
- Energie- und Ressourceneffiziente Produktion
- Qualitäts- und Instandhaltungsmanagement
- Circular Economy
- Industrielle Energiesysteme

## Ehrungen
- 2007: Borchers-Plakette der RWTH Aachen
- 2004: CES-Förderpreis des VDI
- 2003: Springorum-Denkmünze der RWTH Aachen
- Seit 2004: Stipendiat/Alumnus der Konrad-Adenauer-Stiftung